# Fremskrittspartiet

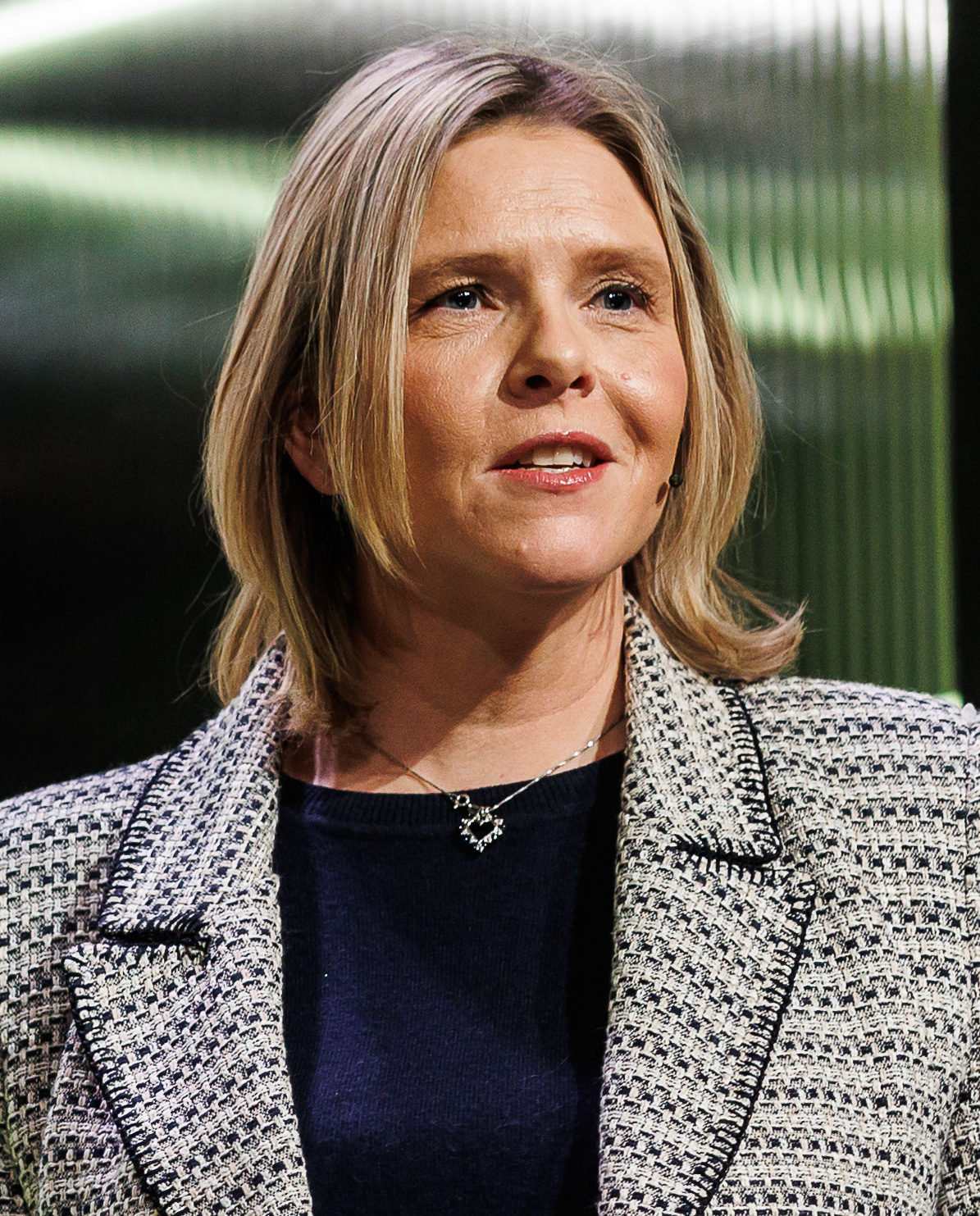
Partiledaren Sylvi Listhaug.

Fremskrittspartiet (bokmål) eller Framstegspartiet (nynorska), FrP, är ett norskt politiskt parti. Partiet grundades 1973 som Anders Langes Parti til sterk nedsettelse av skatter, avgifter og offentlige inngrep och hade motstånd mot höga skatter och mot mer långtgående politisk styrning som främsta frågor. 1977 bytte partiet namn till Fremskrittspartiet. Från slutet av 1980-talet har motstånd mot invandring och flyktingmottagande kommit att bli en prominent fråga för partiet. Partiledare är sedan 2021 Sylvi Listhaug.
Fremskrittspartiet valdes in i Stortinget i valet 1973, åkte ur 1977 men kom tillbaka 1981 och har varit representerat i Stortinget sedan dess. Partiet har med start 1989 etablerat sig som ett av Norges största partier, och betraktas som längst till höger bland partierna i Stortinget. Fremskrittspartiet var näst största parti och ledande oppositionsparti under perioderna 1997–2001 och 2005–2013. I valet 2013 backade partiet och blev tredje störst. Valet ledde dock till att Fremskrittspartiet för första gången blev ett regeringsparti, vilket man var fram till januari 2020.
Fremskrittspartiets ungdomsförbund heter Fremskrittspartiets Ungdom (FpU) och leds sedan 2022 av Simen Velle.

## Historik
Partiet grundades 8 april 1973 av Anders Lange under namnet Anders Langes parti til sterk nedsettelse av skatter, avgifter og offentlige inngrep (ALP) som en protest mot statliga ingrepp i människors privatliv och höga skatter och avgifter. Partiet fick 5 procent vid stortingsvalet hösten samma år. Detta gav partiet 4 mandat, med representation från Oslo, Akershus, Rogaland och Hordaland.
År 1974 bröt sig en del av partiet ut, under ledning av Kristofer Almås och Carl I. Hagen, och bildade Reformpartiet. När Anders Lange avled 18 oktober 1974 tog dock Hagen plats i Stortinget som Langes ersättare, trots att han inte längre representerade samma parti. Eivind Eckbo övertog tillfälligt ledarskapet för Anders Langes parti. Efter förhandlingar mellan de två partierna återgick Carl I. Hagen år 1975 till Anders Langes parti, tillsammans med en omstridd andel av Reformpartiets medlemmar. Samma år hade Arve Lønnum utsetts till partiordförande. År 1976 manövrerade Hagen och Lønnum ut Erik Gjems-Onstad från ställningen som partiets förstanamn i nästa års stortingsval. Gjems-Onstad svarade med att offentligt uppmana ALP:s väljare att rösta på Høyre, vilket ledde till att han uteslöts ur partiet och stortingsgruppen. Partiet bytte år 1977 namn till Fremskrittspartiet, i anknytning till och som en direkt översättning av det danska partinamnet Fremskridtspartiet. I stortingsvalet samma år hamnade partiet utanför Stortinget.
1978 övertogs ordförandeposten av Carl I. Hagen, som kom att leda och prägla partiet i 28 år.
Fremskrittspartiet innehade vågmästarställning i Stortinget 1985–1986, även om de bara hade två mandat. Regeringen Willoch ville inte samarbeta med partiet, men räknade ändå med att få Fremskrittspartiets stöd i en förtroendeomröstning när alternativet var att vänstern fördes till makten.[källa behövs] Omröstningen gällde en fråga som partiet ansåg vara viktig, nämligen en höjning av bensinskatten. Man stod vid sina vallöften och röstade nej och fick en vänsterregering – som införde den bensinskatt man tagit som förevändning för misstroendevotum.[källa behövs]
Även som lokalt parti har Frp periodvis haft framgångar, bland annat som ledande parti i Oslo 1990–1991. Då var partiets företrädare Peter N Myhre borgmästare.
Partimötet i Bolkesjø 1994 har setts som avgörande för partiets utveckling under 1990-talet, då partiets mer nyliberalt sinnade företrädare lämnade partiet. Fyra av de yngre stortingsledamöterna bildade en egen stortingsgrupp, FRIdemokratene (Fridemokraterna). Denna raderades dock ut i följande stortingsval.
Carl I. Hagen avgick som partiledare i maj 2006. Han hade året dessförinnan, i stortingsvalet 2005, lett Fremskrittspartiet till sitt bästa resultat någon gång i val till Stortinget. Partiet fick 22,1 procent av rösterna och 38 mandat, och passerade därmed Høyre i storlek och blev det näst största partiet i Stortinget. Hagen efterträddes av Siv Jensen. 
Vid stortingsvalet 2009 gick partiet fram något, till 22,9 procent och 41 mandat. Vid kommunvalet år 2011 gick Fremskrittspartiet tillbaka till 11,4 % av rösterna (ner från 17,5 % år 2007), och vid stortingsvalet 2013 fick de 16,3 procent av rösterna och 29 mandat (en minskning med 6,6 % och 12 mandat). Därigenom blev åter Høyre det största borgerliga partiet.
Fremskrittspartiet var 2013–2020 en del av regeringen Solberg. Partiledaren Siv Jensen var finansminister. Partiet lämnade regeringen i protest mot ett beslut att hämta hem en norsk-pakistansk IS-kvinna och hennes sjuka barn från al-Hol-lägret i Syrien  Siv Jensen efterträddes 2021 som partiledare av Sylvi Listhaug.

## Politik
Partiet har betecknat sig själv som klassiskt liberalt och konservativt liberalt. Partiet har beskrivits av massmedia och akademiker som högerpopulistiskt.  Partiet kallade sig för "ett liberalt folkparti" (2013). Det har euroskeptiska och ekonomiskt liberala drag. Både anhängare och kritiker, liksom Norges (dåvarande) statsminister Erna Solberg, har jämfört det med Ny demokrati i svensk politik.
Partiet företräder enligt egen uppfattning ett traditionellt värdeliberalt alternativ som sätter individen i centrum framför statsmaktens roll i samhället. Professor Anders Todal Jenssen hävdade år 2003 att partiet var det enda populistiska stortingspartiet; alla de övriga var elitistiska, genom att de var uppbundna av sina partiprogram och andra beslut som fattats av exempelvis partistämmor men framför allt av stortingspartigrupperna, medan Frp:s dåvarande partiledare Carl I. Hagen hade möjlighet att omedelbart "vända kappan efter väljaropinionen" – och skickligt och lyhört också gjorde detta. Partiet anser inte sig självt vara populistiskt.

### Minskad statsmakt
Det viktigaste målet för partiet har ända sedan bildandet varit att arbeta för reducera den offentliga sektorns makt och öka friheten för den enskilde individen. Det innebär avbyråkratisering, minskade skatter och avgifter och en minskad statsmakt. Den nyliberala ideologin har varit tydlig, även om de mest renläriga sett sig tvungna att lämna partiet, som därmed blivit mera av ett traditionellt högerpopulistiskt parti.
Partiet motsätter sig offentlig barnomsorg. Fremskrittspartiet anser att denna tjänar till att möjliggöra två inkomster, vilket de anser borde räcka till att betala för barnomsorgen. De anser också att den gynnar ensamstående på familjers bekostnad. Familjen ses som en viktig kultur- och traditionsbärare och den miljö där identitet och trygghet grundläggs, och Fremskrittspartiet menar att det är viktigt att inte staten övertar familjens roller. Man anser vidare att den traditionella familjen med mor och far ger de bästa uppväxtvillkoren för barnen, varför man motsätter sig homosexuellas adoptionsmöjligheter.

### Minskad invandring
Enligt Fremskrittspartiets program (2005) är man kritisk mot det man kallar "dagens liberale innvandringspolitikk". Partiet ifrågasätter dels om det är klokt att utsätta landet för de påfrestningar som de anser att invandring till Norge föranleder; som samhällsmotsättningar, hög brottslighet och integrationssvårigheter, dels om man på etiska grunder kan kombinera dagens invandringssystem med ett välfärdssystem som bygger på försäkringsprincipen, det vill säga om det är rätt att betala ut socialförsäkringar även till den som inte betalat några premier. Partiets grundsyn är att man i princip borde ha så fri invandring som möjligt, men att detta är omöjligt så länge socialstaten bibehålls. De påstår själva att deras invandringspolitik är baserad på realpolitik snarare än ideologi.
Partiet vill fokusera på kvotflyktingar och deras närmaste anhöriga. Partiet anser vidare att hjälp i närområdet maximerar nyttan av hjälpen. Repatriering bör uppmuntras när förhållandena i hemlandet tillåter detta. Motivet för politiken förklaras vara att man vill hjälpa riktiga flyktingar. Om asylsökande går före i kön förlänger det väntetiden för FN:s kvotflyktingar, som är säkra kort. Man har vidare understrukit att det folkliga missnöjet med politikernas prioriteringar inte ska skyllas på invandrarna utan på en misslyckad politik. I partiprogrammet föreslår FrP att Norge bör ta emot maximalt 1000 flyktingar och asylsökande årligen. Partiets invandringspolitiska talesman har sagt år 2008 att han vill att Norge ska ta emot färre än 100 asylsökande årligen.
Vid väljarundersökningen 2001 svarade 64 procent av Fremskrittspartiets väljare att de var helt eller delvis eniga med påståendet «Invandring utgör ett allvarligt hot mot vår nationella egenart», medan motsvarande tal för de andra väljargrupperna varierade från 13 % (Venstre) til 34 % (Senterpartiet).
Enligt en undersökning i augusti 2009 av invandrarväljarnas sympatier kommer Fremskrittspartiet på andra plats med 10 % (14 % om respondenter som svarat "vet inte" tas bort) efter Arbeiderpartiet med 38 %. Mer specifikt utgjorde de 9 % av både afrikanska och östeuropeiska invandrare, 22 % av västeuropeiska invandrare och 3 % av asiatiska invandrare. Många personer med minoritetsbakgrund är också aktiva i partiet.
I norska massmedier har partiet ibland framställts som främlingsfientligt.[källa behövs] Partiet fick kritik då Øystein Hedstrøm 1995 deltog i ett möte på Godlia biograf, i regi av den invandringsfientliga organisationen Den Norske Forening. Partiets ordförande, Carl Hagen, var omedveten om saken och tog avstånd från föreningen. Hedstrøm tvingades lämna sin post som talesman i invandrarfrågor. I valrörelsen 2005 kritiserade Antirasistisk Senter en broschyr från partiet på temat invandring och brottslighet, och sa att broschyren inte var värdig ett norskt politiskt parti.

## Valresultat
Fremskrittspartiets valresultat vid stortingsvalen
| År        | Valresultat i procent | Antal stortingsmandat | År        | Valresultat i procent | Antal stortingsmandat |
| --------- | --------------------- | --------------------- | --------- | --------------------- | --------------------- |
| 1973 (*)  | 5,0                   | 4                     | 2001(***) | 14,6                  | 26                    |
| 1977      | 1,9                   | 0                     | 2005      | 22,1                  | 38                    |
| 1981      | 4,5                   | 4                     | 2009      | 22,9                  | 41                    |
| 1985      | 3,7                   | 2                     | 2013      | 16,3                  | 29                    |
| 1989      | 13,0                  | 22                    | 2017      | 15,2                  | 27                    |
| 1993 (**) | 6,3                   | 10                    | 2021      | 11,6                  | 21                    |
| 1997      | 15,3                  | 25                    | 2025      | ej avgjort            | ej avgjort            |

(*) Under det ursprungliga namnet Anders Langes Parti til sterk nedsettelse av skatter, avgifter og offentlige inngrep. Efter Anders Langes död 1974 och fram till partiets återförening 1975 hade Anders Langes parti dock bara tre stortingsledamöter.
Efter återföreningen hade det åter fyra ledamöter, tills Erik Gjems-Onstad uteslöts år 1976, och det åter bara hade tre stortingsledamöter, mandatperioden ut.
(**) Efter utbrytningen av FRIdemokratene år 1994 hade Frp bara 6 stortingsledamöter, mandatperioden ut.
(***) Efter uteslutningen av Jan Simonsen några veckor efter valet hade Frp bara 25 stortingsledamöter, mandatperioden ut.

## Partiledare
Lista över partiledare sedan partiets grundande 1973:
- 1973–1974 Anders Lange
- 1974–1975 Eivind Eckbo
- 1975–1978 Arve Lønnum
- 1978–2006 Carl I Hagen
- 2006–2021 Siv Jensen
- 2021– Sylvi Listhaug